# 有田郡
有田郡（日语：／ Arida gun */?）是位於日本和歌山縣北部的郡。
現轄有以下3町：
- 有田川町
- 廣川町
- 湯淺町

在1879年實施郡區町村編制法時的轄區還包括現在的有田市除了出島町地區以外的大部分地區。

## 歷史
在令制國時代屬於紀伊國，過去曾名為「安諦郡」，但在9世紀初由於平城天皇原名為「安殿親王」，為了避諱而改名為「有田郡」。
江戶時代後大部分區域都成為紀州藩的領地，19世紀末明治維新後改隸屬和歌山縣。
1879年實施郡區町村編製法時，正式的設置了近代的行政區劃「有田郡」，並在湯淺村（位於現在的湯淺町）設置郡役所。

### 沿革

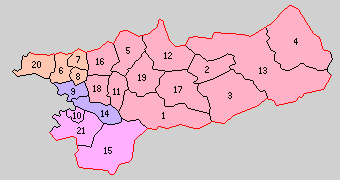
1889年有田郡轄下的行政區劃：
1.石垣村、2.城山村、3.五村、4.安諦村、5.生石村、6.保田村、7.宮原村、8.糸我村、9.田栖川村、10.廣村、11.御靈村、12.五西月村、13.八幡村、14.湯淺村、15.津木村、16.田殿村、17.岩倉村、18.藤並村、19.鳥屋城村、20.宮崎村、21.南廣村
（橙色：現屬有田市、紫色：現屬湯淺町、桃色：現屬廣川町、紅色：現屬有田川町）

- 1889年4月1日：實施町村制，伊都郡下設：石垣村（日语：石垣村 (和歌山県)）、城山村（日语：城山村 (和歌山県)）、五村（日语：五村）、安諦村（日语：安諦村）、生石村（日语：生石村 (和歌山県)）、保田村（日语：保田村）、宮原村（日语：宮原村 (和歌山県)）、糸我村（日语：糸我村）、田栖川村（日语：田栖川村）、廣村（日语：広町）、御靈村（日语：御霊村）、五西月村（日语：五西月村）、八幡村（日语：八幡村 (和歌山県)）、湯淺村、津木村（日语：津木村）、田殿村（日语：田殿村）、岩倉村（日语：岩倉村 (和歌山県)）、藤並村（日语：藤並村）、鳥屋城村（日语：鳥屋城村）、宮崎村（日语：箕島町）、南廣村（日语：南広村）。（21村）
- 1896年6月22日：湯淺村改制為湯淺町。（1町20村）
- 1897年9月1日：實施郡制（日语：郡制）。
- 1901年3月16日：宮崎村改制並改名為箕島町（日语：箕島町）。（2町19村）
- 1923年4月1日：廢除郡會和郡參事會。
- 1926年7月1日：廢除郡役所，此後郡不再作為行政區劃，只作為地名的表示。
- 1950年10月1日：廣村改制為廣町（日语：広町）。（3町18村）
- 1954年9月19日：箕島町、保田村、宮原村、糸我村合併為有田町。（3町15村）
- 1955年4月1日：（4町9村）
  - 生石村被併入鳥屋城村，同時石垣村、鳥屋城村、五西月村合併為金屋町（日语：金屋町）。
  - 廣町、南廣村、津木村合併為廣川町。[2]
- 1955年4月16日：藤並村、田殿村、御靈村合併為吉備町（日语：吉備町 (和歌山県)）。（5町6村）
- 1955年5月10日：城山村、八幡村、安諦村合併為清水町（日语：清水町 (和歌山県)）。（6町3村）
- 1956年3月31日：田栖川村被併入湯淺町。[3]（6町2村）
- 1956年5月1日：有田町改制為有田市[4]，並脫離有田郡的管轄。（5町2村）
- 1959年1月1日：（5町）
  - 岩倉村的粟生地區和五村一同被併入清水町。
  - 岩倉村的其餘地區被併入金屋町。
- 2006年1月1日：吉備町、金屋町、清水町合併為有田川町。[5]（3町）

### 變遷表
| 1889年4月1日 | 1889年 - 1912年                  | 1912年 - 1944年                  | 1945年 - 1954年            | 1955年 - 1989年            | 1955年 - 1989年            | 1989年 - 現在               | 現在                        |
| ------------ | -------------------------------- | -------------------------------- | -------------------------- | -------------------------- | -------------------------- | --------------------------- | --------------------------- |
| 保田村       | 保田村                           | 保田村                           | 1954年9月19日 合併為有田町 | 1954年9月19日 合併為有田町 | 1956年5月1日 改制為有田市  | 1956年5月1日 改制為有田市   | 1956年5月1日 改制為有田市   |
| 宮原村       |                                  |                                  | 1954年9月19日 合併為有田町 | 1954年9月19日 合併為有田町 | 1956年5月1日 改制為有田市  | 1956年5月1日 改制為有田市   | 1956年5月1日 改制為有田市   |
| 糸我村       |                                  |                                  | 1954年9月19日 合併為有田町 | 1954年9月19日 合併為有田町 | 1956年5月1日 改制為有田市  | 1956年5月1日 改制為有田市   | 1956年5月1日 改制為有田市   |
| 宮崎村       | 1901年3月16日 改制並改名為箕島町 | 1901年3月16日 改制並改名為箕島町 | 1954年9月19日 合併為有田町 | 1954年9月19日 合併為有田町 | 1956年5月1日 改制為有田市  | 1956年5月1日 改制為有田市   | 1956年5月1日 改制為有田市   |
| 石垣村       | 石垣村                           | 石垣村                           | 石垣村                     | 石垣村                     | 1955年4月1日 合併為金屋町  | 2006年1月1日 合併為有田川町 | 2006年1月1日 合併為有田川町 |
| 五西月村     |                                  |                                  |                            |                            | 1955年4月1日 合併為金屋町  | 2006年1月1日 合併為有田川町 | 2006年1月1日 合併為有田川町 |
| 生石村       | 生石村                           | 生石村                           | 生石村                     | 1955年4月1日 併入鳥屋城村  | 1955年4月1日 合併為金屋町  | 2006年1月1日 合併為有田川町 | 2006年1月1日 合併為有田川町 |
| 鳥屋城村     |                                  |                                  |                            |                            | 1955年4月1日 合併為金屋町  | 2006年1月1日 合併為有田川町 | 2006年1月1日 合併為有田川町 |
| 岩倉村       | 岩倉村                           | 岩倉村                           | 岩倉村                     | 岩倉村                     | 1959年1月1日 併入金屋町    | 2006年1月1日 合併為有田川町 | 2006年1月1日 合併為有田川町 |
| 岩倉村       | 岩倉村                           | 岩倉村                           | 岩倉村                     | 岩倉村                     | 1959年1月1日 併入清水町    | 2006年1月1日 合併為有田川町 | 2006年1月1日 合併為有田川町 |
| 五村         |                                  |                                  |                            |                            |                            | 2006年1月1日 合併為有田川町 | 2006年1月1日 合併為有田川町 |
| 城山村       | 城山村                           | 城山村                           | 城山村                     | 城山村                     | 1955年5月10日 合併為清水町 | 2006年1月1日 合併為有田川町 | 2006年1月1日 合併為有田川町 |
| 安諦村       |                                  |                                  |                            |                            | 1955年5月10日 合併為清水町 | 2006年1月1日 合併為有田川町 | 2006年1月1日 合併為有田川町 |
| 八幡村       |                                  |                                  |                            |                            | 1955年5月10日 合併為清水町 | 2006年1月1日 合併為有田川町 | 2006年1月1日 合併為有田川町 |
| 御靈村       | 御靈村                           | 御靈村                           | 御靈村                     | 御靈村                     | 1955年4月16日 合併為吉備町 | 2006年1月1日 合併為有田川町 | 2006年1月1日 合併為有田川町 |
| 田殿村       |                                  |                                  |                            |                            | 1955年4月16日 合併為吉備町 | 2006年1月1日 合併為有田川町 | 2006年1月1日 合併為有田川町 |
| 藤並村       |                                  |                                  |                            |                            | 1955年4月16日 合併為吉備町 | 2006年1月1日 合併為有田川町 | 2006年1月1日 合併為有田川町 |
| 田棲川村     | 田棲川村                         | 田棲川村                         | 田棲川村                   | 田棲川村                   | 1956年3月31日 併入湯淺町   | 湯淺町                      | 湯淺町                      |
| 湯淺村       | 1896年6月22日 改制為湯淺町       | 1896年6月22日 改制為湯淺町       | 1896年6月22日 改制為湯淺町 | 1896年6月22日 改制為湯淺町 | 1896年6月22日 改制為湯淺町 | 湯淺町                      | 湯淺町                      |
| 廣村         | 廣村                             | 廣村                             | 1950年10月1日 改制為廣町   | 1955年4月1日 合併為廣川町  | 1955年4月1日 合併為廣川町  | 1955年4月1日 合併為廣川町   | 1955年4月1日 合併為廣川町   |
| 津木村       |                                  |                                  |                            | 1955年4月1日 合併為廣川町  | 1955年4月1日 合併為廣川町  | 1955年4月1日 合併為廣川町   | 1955年4月1日 合併為廣川町   |
| 南廣村       |                                  |                                  |                            | 1955年4月1日 合併為廣川町  | 1955年4月1日 合併為廣川町  | 1955年4月1日 合併為廣川町   | 1955年4月1日 合併為廣川町   |